# Municipio de Muncy
El municipio de Muncy  (en inglés: Muncy Township) es un municipio ubicado en el condado de Lycoming en el estado estadounidense de Pensilvania. En el año 2000 tenía una población de 1.059 habitantes y una densidad poblacional de 26.2 personas por km².

## Geografía
El municipio de Muncy se encuentra ubicado en las coordenadas 41°14′35″N 76°48′04″O / 41.24306, -76.80111.

## Demografía
Según la Oficina del Censo en 2000 los ingresos medios por hogar en la localidad eran de $36,111 y los ingresos medios por familia eran $40,595. Los hombres tenían unos ingresos medios de $29,762 frente a los $22,135 para las mujeres. La renta per cápita para la localidad era de $20,621. Alrededor del 10,4% de la población estaban por debajo del umbral de pobreza.